# クロード・オーブリエ
クロード・オーブリエ（仏: Claude Aubriet、1665年または1651年 – 1742年12月3日）は、フランスの植物画家である。

## 略歴
王立植物園の画家を務めた。ジョゼフ・ピトン・ド・トゥルヌフォールに才能を認められて、1694年のトゥルヌフォールの著書『基礎植物学』（Eléments de botanique, ou Méthode pour reconnaître les Plantes）の図版を描いた。1700年から1702年の間、トゥルヌフォールとアンドレアス・グンデスハイマーとともに、ギリシャ、コンスタンティノープル、黒海沿岸、アルメニア、グルジアを採集旅行し、地域の歴史的な風景や地域の植物の絵を描いた。パリに帰還後も王立植物園で働いた。
1707年にジュベール（Jean Joubert）の後を継いで、王室植物画家に任じられた。1735年に引退し、王室植物画家の職は弟子のマドレーヌ・フランソワーズ・バスポルトに引き継がれた。パリで没した。
ミシェル・アダンソンによって記載されたアブラナ科の属、Aubrieta （ムラサキナズナ属）に献名された。

## オーブリエの図版

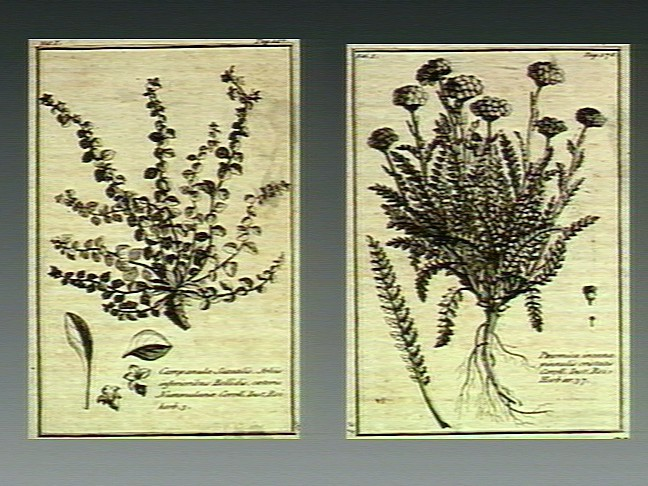
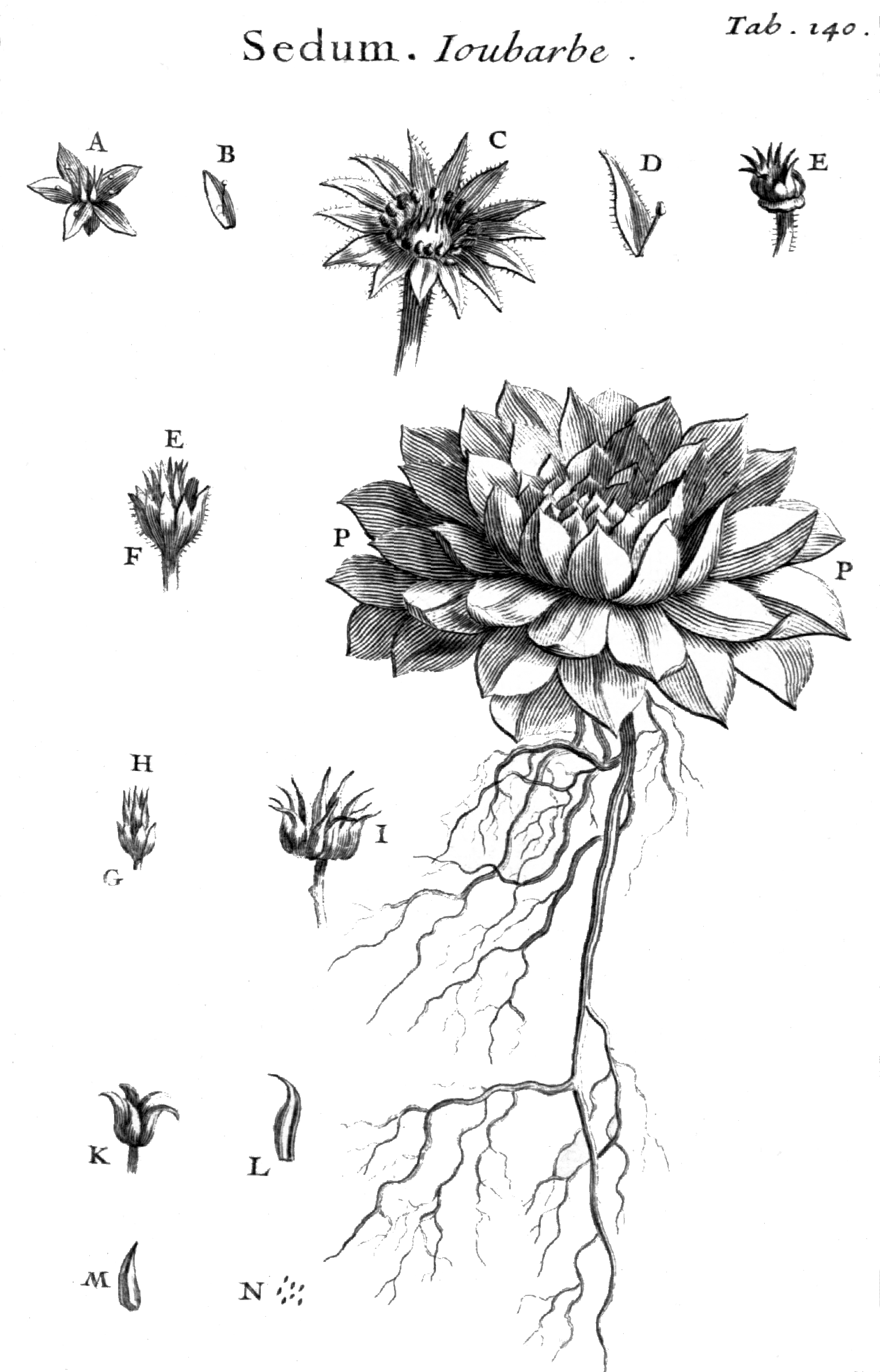
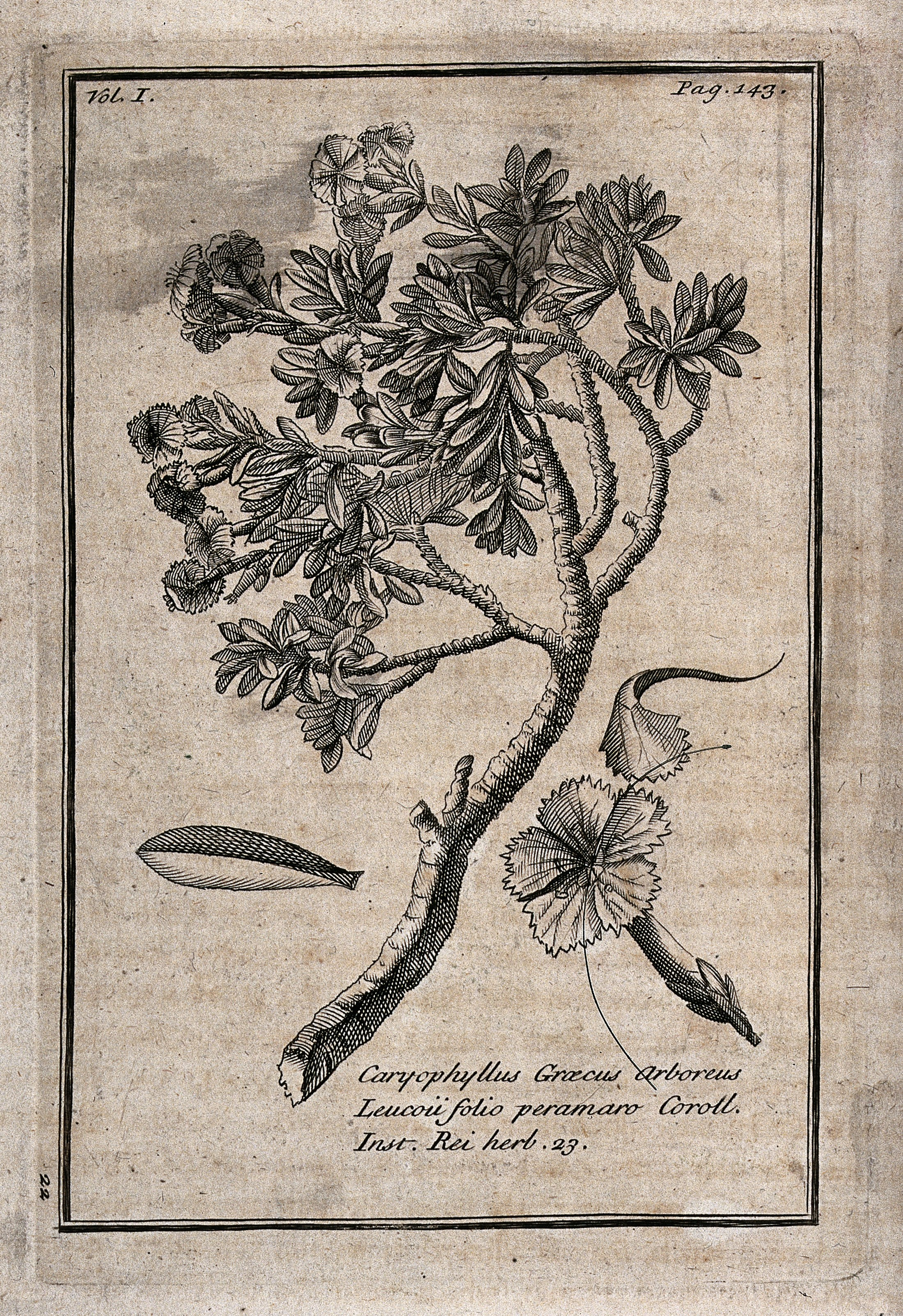
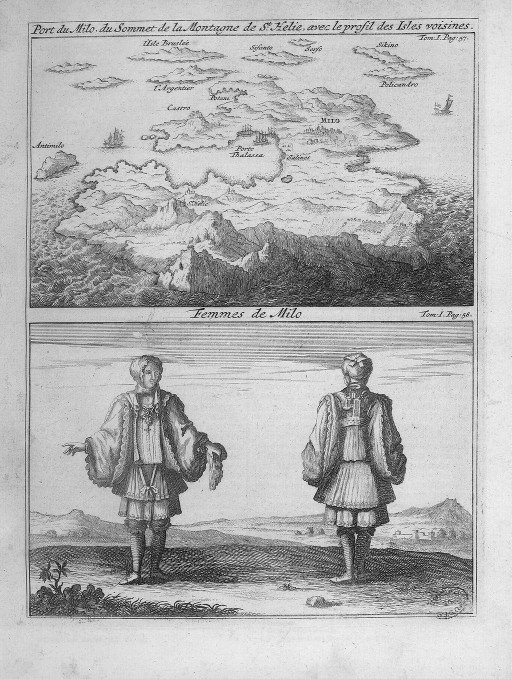
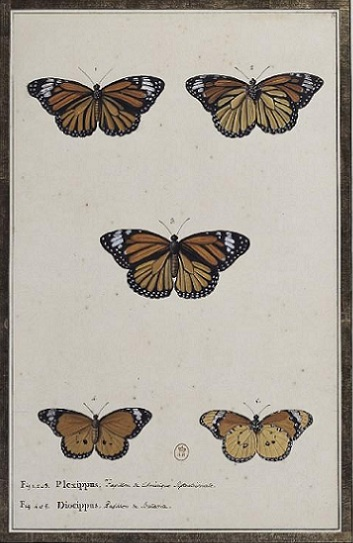

## オーブリエが図版を描いた著作
- Joseph Pitton de Tournefort, Institutiones rei herbariae See for example volume 2 of the third edition (with additions by Antoine de Jussieu) of the Institutiones. Paris. Imprimerie Royale : 1719
- Sébastien Vaillant, Botanicon Parisense, p. PA225, at Google Books. Leyde and Amsterdam. Jean & Herman Verbeek and Balthazar Lakeman : 1727.
- Recueil de plantes, fleurs, fruits, oiseaux, insectes et coquillages, etc. peint en miniature sur vélin (Collection of plants, flowers, fruits, birds, insects and shellfish, etc., painted in miniature on vellum)
- Papillons plantes et fleurs (Butterflies plants and flowers)
- Plantes peintes à la gouache (Plants painted in gouache)
- Recueil d'oiseaux (Collection of birds)
- Collection d'aquarelles, 7 p.
- Plantes peintes en miniature.